# Park Narodowy „Słupy Krasnojarskie”
Park Narodowy „Słupy Krasnojarskie” (ros. Национальный парк «Красноярские Столбы») – park narodowy położony w południowej części Kraju Krasnojarskiego w Rosji. Znajduje się w okolicy Krasnojarska, a jego obszar wynosi 480,66 km². Dekretem rządu Federacji Rosyjskiej z dnia 28 listopada 2019 roku istniejący od 1925 roku zapowiednik „Stołby” został przekształcony w park narodowy. Zarząd parku ma swoją siedzibę w Krasnojarsku.
Park został wpisany na wstępną listę światowego dziedzictwa UNESCO.

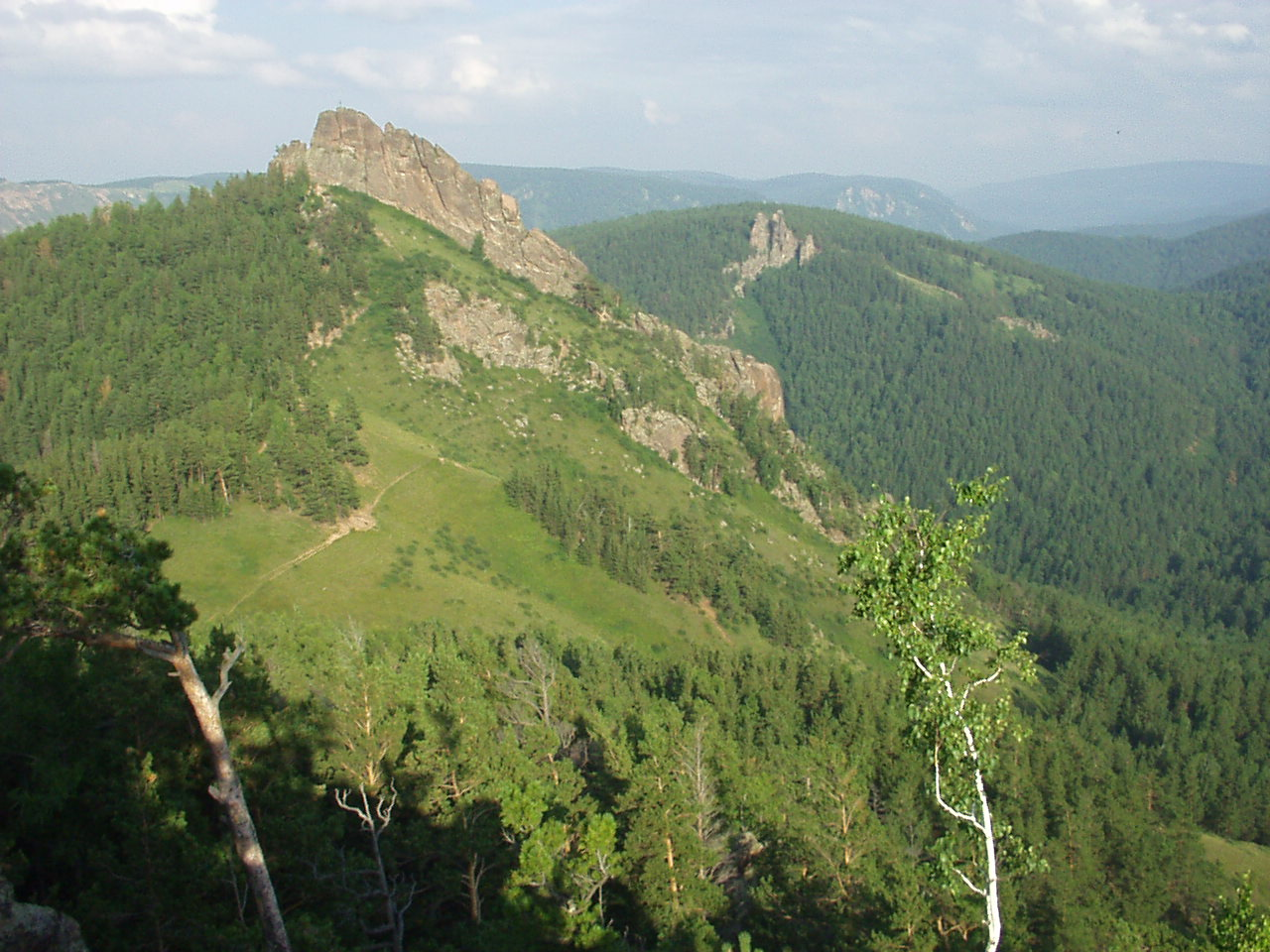

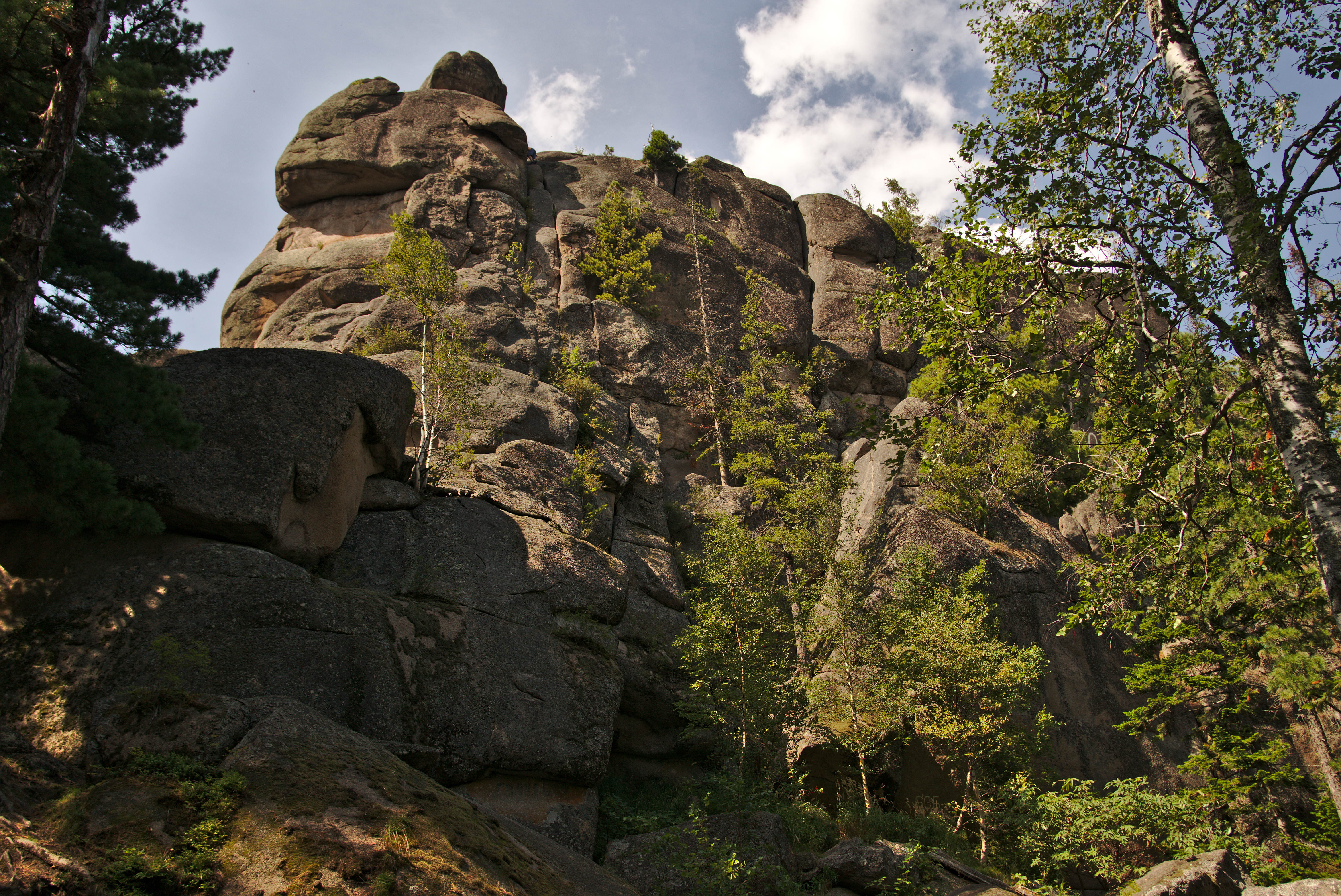

## Opis
Park znajduje się na północno-zachodnich zboczach Sajanu Wschodniego. Jest to w większości obszar górskiej tajgi położony na wysokości od 200 do 840 m n.p.m. Granicą parku na północy jest rzeka Jenisej, na północnym wschodzie rzeka Bazajcha, na południowym zachodzie rzeka Mana. Główną atrakcją parku są skały sjenitowe o różnych kształtach o wysokości do 90 metrów. 
Terytorium parku podzielone jest na trzy części o różnych reżimach ochronnych. Najczęściej odwiedzanym i znanym obszarem dla turystów jest obszar turystyczno-wycieczkowy, który zajmuje 4,8% powierzchni parku. 

## Flora i fauna
Około 98% terytorium parku zajmują lasy, z czego ponad 50% to iglasta, ciemna tajga. Dominuje jodła syberyjska (Abies sibirica), która w dolinach rzecznych ustępuje świerkowi syberyjskiemu (Picea obovata),  a w wyższych partiach gór sośnie syberyjskiej (Pinus sibirica). 42% terytorium parku zajmują niskie góry z lasami iglasto-liściastymi. Dominuje tu sosna zwyczajna (Pinus sylvestris ). Stepy zajmują mniej niż 1% terytorium. Są domem dla wielu rzadkich gatunków.
Flora parku liczy 851 gatunków roślin naczyniowych. Rośnie 35 gatunków krzewów. Niektóre z nich są rzadkie lub zagrożone wyginięciem, np. pięciornik krzewiasty (Dasiphora fruticosa) czy tawuła wierzbolistna (Spiraea salicifolia).
Większość z 56 gatunków ssaków żyjących w parku to mieszkańcy lasów, np. maral (największy podgatunek jelenia szlachetnego), wilk szary, piżmowiec syberyjski, sarna syberyjska, łoś euroazjatycki, niedźwiedź brunatny, ryś euroazjatycki, rosomak tundrowy, łasica syberyjska, szczekuszka ałtajska czy polatucha syberyjska.
Na terenie parku żyje ponad 200 gatunków ptaków. Występuje tu m.in. 21 gatunków ptaków drapieżnych i 10 gatunków sów. Powszechne są takie ptaki jak kania czarna, myszołów zwyczajny, pustułka zwyczajna, krogulec zwyczajny czy kobuz

## Klimat
Strefa klimatyczna umiarkowana. Średnia roczna temperatura wynosi −1,2°C. Najzimniejszym miesiącem w roku jest styczeń, średnia miesięczna temperatura wynosi −17,6°C. Najgorętszy jest lipiec, średnia temperatura wynosi +16,2°C.